# Ceresium sculpticolle
Ceresium sculpticolle är en skalbaggsart som beskrevs av J. Linsley Gressitt 1942. Ceresium sculpticolle ingår i släktet Ceresium och familjen långhorningar. Inga underarter finns listade i Catalogue of Life.